# Melaleuca microphylla
Melaleuca microphylla är en myrtenväxtart som beskrevs av James Edward Smith. Melaleuca microphylla ingår i släktet Melaleuca och familjen myrtenväxter. Inga underarter finns listade i Catalogue of Life.